# Carlos Wu
Carlos Wu est un personnage de l'univers de l'Anneau-Monde de Larry Niven.
Père naturel de Louis Wu, c'est lui qui invente l’autodoc qui porte son nom. 